# Susanne Bauer
Susanne Bauer (geb. 18. November 1957 in Berlin-Wilmersdorf) ist eine deutsche Psychologin und Musiktherapeutin. Sie leitet als Professorin den Masterstudiengang Musiktherapie an der Universität der Künste Berlin.

## Leben
Susanne Bauer studierte von 1977 bis 1980 Musiktherapie an der Hochschule für Musik und Darstellende Kunst Wien bei Alfred Schmölz und Stella Mayr. Danach absolvierte sie ein Studium der Psychologie an der Universität La Sapienza in Rom. Nach Deutschland zurückgekehrt arbeitete sie von 1988 bis 1991 als Musiktherapeutin an der Psychotherapieambulanz des Klinikums der Universität Ulm bei Horst Kächele. Parallel absolvierte sie eine Weiterbildung in morphologischer Musiktherapie bei u. a. Rosemarie Tüpker und Eckhard Weymann. 2000 schloss sie ihre Promotion bei Horst Kächele mit einer Dissertation zur musikalischen Verständigung bei schizophrenen Patienten ab.
Susanne Bauer lebte von 1991 bis 2009 in Santiago de Chile und gründete dort den berufsbegleitenden Aufbaustudiengang Musiktherapie an der Universidad de Chile, den sie von 1999 bis 2009 leitete. Sie arbeitete zudem in eigener Praxis als Psychologin und Musiktherapeutin und war Associate Professor am Psychologischen Institut der Päpstlichen Katholischen Universität von Chile. Mehrere Jahre war sie in einem vom Auswärtigen Amt unterstützten Psychotherapieprogramm zur psychologischen Betreuung und Rehabilitation der Sektenopfer der Colonia Dignidad tätig.
Von 2005 bis 2007 absolvierte sie eine Ausbildung zur Systemischen Familien- und Paartherapeutin am Chilenischen Institut für Familientherapie in Santiago de Chile. Im gleichen Zeitraum war sie an der Entwicklung eines Curriculums für ein Internationales Doktorandenkolleg für Psychotherapieforschung zwischen der Universidad de Chile, der Päpstlichen Katholischen Universität von Chile und der Ruprecht-Karls-Universität Heidelberg beteiligt und im Anschluss bis 2009 Mitglied des Direktorium dieses Graduiertenkollegs.
2008 kehrte sie nach Deutschland zurück und leitet seither den Masterstudiengang Musiktherapie an der Universität der Künste Berlin.

## Ausgewählte Publikationen
- Schizophrene Patienten und musikalische Verständigung: eine experimentelle Studie zum Vergleich musikalischer Repräsentation, Interaktion und Wahrnehmung von paranoid-schizophrenen Patienten und gesunden Kontrollpersonen; ein Beitrag zur musiktherapeutischen Grundlagenforschung. Dissertation zum Dr. biol. hum. Universität Ulm, 2000
- Fremdes im Eigenen, Eigenes im Fremden - Musiktherapie in Chile. Gedanken einer deutschen Musiktherapeutin im Ausland. In: Jahrbuch Musiktherapie Band 2. Ludwig Reichert-Verlag, Wiesbaden 2006, S. 67–84
- Jenseits des Ortes des Geschehens oder: Wiederbelebung deutscher Geschichte in einer musiktherapeutischen Behandlungssituation in Santiago de Chile. In: Jahrbuch Musiktherapie Band 4. Ludwig Reichert-Verlag, Wiesbaden 2008, S. 11–31
- Musicoterapia. Creación y desarrollo del Postítulo en Musicoterapia. 1999 – 2009. Santiago: Escuela de Postgrado, Facultad de Artes. Universidad de Chile, 2011
- Über die Bedeutung und den Einfluss von Musik auf Menschen in extremen Lebenssituationen am Beispiel der Sekte „Colonia Dignidad“ in Chile. In: Stephan Grätzel & J. E. Schlimme (Hrsg.): Jahrbuch für Psychotherapie, Philosophie und Kultur, psycho-logik 8. Karl Alber Verlag, Freiburg/München 2013, 198–221
- Psychologische Behandlungsmöglichkeiten für religiös traumatisierte Menschen am Beispiel der Sekte Colonia Dignidad. In: Michael Utsch (Hrsg.): Pathologische Religiosität. Genese, Beispiele, Behandlungsansätze. Kohlhammer, Stuttgart 2012, S. 67–105
- Musiktherapie in Psychotherapie und Psychiatrie. In: Eckart Altenmüller & Stefan Willich (Hrsg.): Klang, Körper und Gesundheit. Wißner Verlag, Augsburg 2014, S. 27–40
- Musiktherapie (in der Reihe Wege der Psychotherapie).  Ernst Reinhard Verlag, München 2018. ISBN 978-3-4970-2740-8